# (2402) Satpaev
(2402) Satpaev es un asteroide perteneciente al cinturón de asteroides, descubierto el 31 de julio de 1979 por Nikolái Stepánovich Chernyj desde el Observatorio Astrofísico de Crimea (República de Crimea).

## Designación y nombre
Designado provisionalmente como 1979 OR13. Fue nombrado Satpaev en honor al geólogo soviético Kanis Imantajuli Satpayev.